# Aucha flavomaculata
Aucha flavomaculata är en fjärilsart som beskrevs av Charles Oberthür 1879. Aucha flavomaculata ingår i släktet Aucha och familjen nattflyn. Inga underarter finns listade i Catalogue of Life.